# Батігоподібна змія смугаста
Батігоподібна змія смугаста (Ahaetulla fasciolata) — вид змій родини полозових (Colubridae). Один із 21 виду роду батігоподібних змій (Ahaetulla). Умовно отруйна змія (реальної небезпеки для людини не становить).

## Опис
Загальна довжина досягає 1,4 м. Забарвлення коричнювате або кремове з великою кількістю слабко помітних темних поперечних смуг. Витягнута голова з малюнком з численних коричневих крапок й цяток. Черево світлого кольору з темними поздовжніми смугами по краях черевних щитків.

## Спосіб життя
Полюбляє первинні та вторинні дощові тропічні ліси. Зустрічається на висоті від 500 до 1000 м над рівнем моря. Активна вдень. Усе життя проводить на деревах. Харчується жабами та ящірками.
Отрута слабкотоксична.
Це живородна змія. Самиця народжує до 5–7 дитинчат.
Іноді тримається у тераріумах. 

## Поширення
Мешкає на островах Калімантан, Суматра, на материковій частині Малайзії, у Сингапурі й Таїланді. 